# Норт-Бенд (Огайо)
Норт-Бенд (англ. North Bend) — селище (англ. village) в США, в окрузі Гамільтон штату Огайо. Населення — 835 осіб (2020).

## Географія
Норт-Бенд розташований за координатами 39°8′57″ пн. ш. 84°44′7″ зх. д. / 39.14917° пн. ш. 84.73528° зх. д. (39.149182, -84.735339).  За даними Бюро перепису населення США в 2010 році селище мало площу 2,97 км², з яких 2,77 км² — суходіл та 0,19 км² — водойми.

## Демографія
Згідно з переписом 2010 року, у селищі мешкало 857 осіб у 370 домогосподарствах у складі 278 родин. Густота населення становила 289 осіб/км².  Було 412 помешкання (139/км²).
Расовий склад населення:
| - 97,3 % — білих - 0,6 % — чорних або афроамериканців - 0,5 % — азіатів - 0,1 % — корінних американців |

До двох чи більше рас належало 0,7 %. Частка іспаномовних становила 1,2 % від усіх жителів.
За віковим діапазоном населення розподілялося таким чином: 15,9 % — особи молодші 18 років, 60,4 % — особи у віці 18—64 років, 23,7 % — особи у віці 65 років та старші. Медіана віку мешканця становила 52,7 року. На 100 осіб жіночої статі у селищі припадало 100,2 чоловіків;  на 100 жінок у віці від 18 років та старших — 96,5 чоловіків також старших 18 років.
Середній дохід на одне домашнє господарство  становив 110 911 долар США (медіана — 76 250), а середній дохід на одну сім'ю — 134 360 доларів (медіана — 96 719). За межею бідності перебувало 8,1 % осіб, у тому числі 36,4 % дітей у віці до 18 років та 2,4 % осіб у віці 65 років та старших.
Цивільне працевлаштоване населення становило 352 особи. Основні галузі зайнятості: освіта, охорона здоров'я та соціальна допомога — 22,7 %, виробництво — 15,3 %, фінанси, страхування та нерухомість — 13,1 %, роздрібна торгівля — 12,2 %.